# 1.ª Região Militar
A 1.ª Região Militar (1.ª RM) é uma das doze regiões militares do Exército Brasileiro, sediada na cidade do Rio de Janeiro e subordinada ao Comando Militar do Leste, com jurisdição sobre os estados do Rio de Janeiro e Espírito Santo. Ela é também conhecida como Região Marechal Hermes da Fonseca, homenagem ao Presidente Hermes Rodrigues da Fonseca, que foi comandante dessa Região entre 1904 e 1906.

## História
A origem histórica da 1.ª RM remonta à criação do 4.º Distrito Militar, em 1891, quando o território brasileiro foi dividido em sete Distritos Militares, ficando as Forças Terrestres existentes na Capital Federal e nos estados do Rio de Janeiro e Espírito Santo diretamente subordinadas ao Ajudante-Geral do Exército. Nas diversas reorganizações da ordem de batalha nesse período, as forças sediadas no Distrito Federal passaram à 9.ª Região de inspeção permanente, em 1908, 5.ª Região Militar, em 1919, e à denominação atual de 1.ª Região Militar em 1919.
Na época, seu comando era unificado ao da 1.ª Divisão de Infantaria, e portanto, à liderança operacional no Rio de Janeiro, uma das regiões de maior concentração militar do país. Politicamente importante, o comando era entregue a oficiais bem relacionados e confiáveis. Um de seus comandantes, o general Hermes da Fonseca, realizou em 1905 as primeiras grandes manobras em campo do Exército desde o início da República, atraindo grande atenção da imprensa e revelando deficiências operacionais que seriam abordadas nas reformas militares do período.

## Organização
A 1.ª RM está sediada no município do Rio de Janeiro e possui jurisdição sobre os estados de Rio de Janeiro e Espírito Santo.. Ela tem funções administrativas e de apoio logístico, com pouca ou nenhuma responsabilidade operacional. Ela trata da alimentação, gestão de materiais, parte do processo do serviço militar obrigatório, saúde, gestão de inativos e pensionistas e fiscalização de produtos controlados na sua jurisdição, além de comandar 17 Tiros de Guerra no Rio de Janeiro e Espírito Santo. Seu efetivo de inativos, pensionistas e anistiados políticos é o maior do país, 65.700 pessoas de um total nacional de 205.571 em 2012. Muitos dos beneficiários das pensões nem mesmo residem no Rio de Janeiro ou Espírito Santo. O Hospital Central do Exército, subordinado à 1.ª RM, é a maior organização de saúde do Exército.
| 1.ª Região Militar - Comando da 1.ª Região Militar – Rio de Janeiro - RJ - Companhia de Comando da 1.ª Região Militar – Rio de Janeiro - RJ - Base de Administração e Apoio da 1.ª Região Militar – Rio de Janeiro - RJ - Hospital Central do Exército – Rio de Janeiro - RJ - Hospital Geral do Rio de Janeiro – Rio de Janeiro - RJ - Hospital Militar de Resende - Resende - RJ - Policlínica Militar do Rio de Janeiro – Rio de Janeiro - RJ - Policlínica Militar de Niterói - Niterói - RJ - Policlínica Militar da Praia Vermelha – Rio de Janeiro - RJ - Odontoclínica Central do Exército – Rio de Janeiro - RJ - Instituto de Biologia do Exército – Rio de Janeiro - RJ - Laboratório Químico Farmacêutico do Exército – Rio de Janeiro - RJ - Prefeitura Militar da Zona Sul – Rio de Janeiro - RJ - Base Administrativa do Complexo de Saúde do Rio de Janeiro - Rio de Janeiro - RJ - 111.ª Companhia de Apoio de Material Bélico – Rio de Janeiro - RJ - Tiros de Guerra |